# Stamp Act Congress

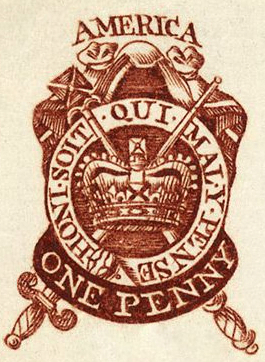
Selo de 1765

O Stamp Act Congress (7 a 25 de outubro de 1765), também conhecido como Congresso Continental de 1765, foi uma reunião realizada em Nova York, Nova York, composta por representantes de algumas das colônias britânicas na América do Norte.

## História
Foi a primeira reunião de representantes eleitos de várias das colônias americanas para planejar um protesto unificado contra a nova tributação britânica. O Parlamento britânico aprovou a Lei do Selo, que exigia o uso de papel carimbado especial para documentos jurídicos, cartas de jogar, calendários, jornais e dados para praticamente todos os negócios nas colônias a partir de 1º de novembro de 1765.
O Congresso consistia em delegados de nove das dezoito colônias britânicas na América do Norte continental. Todas as delegações presentes eram das Treze Colônias que eventualmente formaram os Estados Unidos. Embora o sentimento fosse forte em algumas das outras colônias para participar do Congresso, vários governadores reais tomaram medidas para impedir que as legislaturas coloniais se reunissem para selecionar delegados.
O Congresso se reuniu no prédio hoje conhecido como Federal Hall e foi realizado em um momento de protestos generalizados nas colônias, alguns violentos, contra a implementação da Lei do Selo. Os delegados discutiram e se uniram contra o ato, emitindo uma Declaração de Direitos e Queixas na qual alegavam que o Parlamento não tinha o direito de cobrar o imposto porque não incluía qualquer representação das colônias. Membros de seis das nove delegações assinaram petições dirigidas ao Parlamento e ao Rei George III objetando às disposições da lei.
A natureza extralegal do Congresso causou alarme na Grã-Bretanha, mas qualquer discussão sobre a propriedade do congresso foi superada por protestos econômicos de mercadores britânicos, cujos negócios com as colônias sofreram como conseqüência dos protestos e sua associada não importação de produtos britânicos. As questões econômicas levaram o Parlamento britânico a revogar a Lei do Selo, mas aprovou a Lei Declaratória no mesmo dia, para expressar sua opinião sobre as questões constitucionais básicas levantadas pelos colonos; afirmou que o Parlamento poderia fazer leis vinculando as colônias americanas "em todos os casos".

## Reação
Cópias das petições saíram de Nova York em dois navios, incluindo um que havia chegado durante o Congresso, carregando papel carimbado. William Legge, 2º conde de Dartmouth, o secretário colonial, rejeitou a petição aos Lordes, dizendo que era um documento impróprio. O fraco Ministério Rockingham, trabalhando por apoio contra oponentes políticos, reuniu interesses mercantis em oposição à Lei do Selo, e foi revogada principalmente com base nos argumentos econômicos apresentados por esses interesses em 18 de março de 1766. Para abordar as questões constitucionais levantadas pelo Protestos norte-americanos, o Parlamento também aprovou o Ato Declaratório, reivindicando autoridade para legislar para as colônias "em todos os casos".

## Legado
Este Congresso é geralmente visto como uma das primeiras ações políticas organizadas e coordenadas da Revolução Americana, embora seus participantes não estivessem de forma alguma interessados na independência da Grã-Bretanha. Apesar das diferenças políticas significativas e desacordos entre as Treze Colônias, as tensões ocasionadas pela dura resposta parlamentar ao Boston Tea Party de 1773 levaram à convocação do Primeiro Congresso Continental, que produziu uma resposta unida aos Atos Intoleráveis de 1774. Colônias como já que Quebec e Nova Escócia, que tinham apenas oposição moderada à Lei do Selo, continuaram a agir moderadamente durante os protestos crescentes e permaneceram Leal durante a Guerra Revolucionária Americana.
A maioria dos documentos oficiais do Congresso não sobreviveu. Uma cópia de seu diário, dos papéis de Caesar Rodney, sobreviveu na biblioteca da Rowan University em Glassboro, Nova Jersey, e uma segunda existe nos arquivos do estado de Connecticut. A cópia do jornal de Maryland, embora o original esteja perdido, foi transcrita nos registros de sua assembléia e impressa em 1766. Inconsistências dentro e entre os documentos tornam incerto se alguma é uma representação precisa do jornal oficial ( que provavelmente foi levado para Massachusetts e não foi localizado por Weslager em sua pesquisa).